# Calum MacLeod
Calum Scott MacLeod (nacido el 15 de noviembre de 1988) es un jugador de críquet escocés. En enero de 2019, MacLeod fue nombrado Jugador Asociado del Año de la ICC en los premios ICC de 2018. En noviembre de 2020, MacLeod fue nominado para el premio Jugador de críquet masculino asociado de la década de la ICC. En septiembre de 2021, MacLeod fue incluido en el equipo provisional de Escocia para la Copa del Mundo ICC Men's Twenty20 de 2021. En 2010, MacLeod fue uno de los seis jugadores de cricket que recibieron contratos de tiempo completo con Cricket Scotland.

## Carrera internacional
En agosto de 2008, MacLeod hizo su debut en One Day International con Escocia contra Inglaterra. Hizo su debut en el Twenty20 contra Nueva Zelanda el 6 de junio de 2009. En el partido clasificatorio para la Copa Mundial Twenty20 de 2012 contra Omán, MacLeod anotó 104 con solo 76 balones, lo que ayudó a Escocia a asegurar una victoria. Con 307 carreras en nueve partidos, fue el máximo anotador de carreras de Escocia en el torneo.